# 日本橋本町
日本橋本町（日语：／ Nihonbashi-honchō */?）是東京都中央區的地名，屬舊日本橋區。

## 地理
位於日本橋地區西側，鄰千代田區（岩本町、鍛冶町、神田美倉町），下分一丁目至四丁目。町內有許多江戶時代創業的藥批發商，與製藥會社本社、支店等。日本橋川流經本地，架有江戶橋。

## 歷史
本地在德川家康入府江戶以前，稱作福田村或洲崎。天正18年（1590年）町地開發以後，寛永年間京、大坂的商店在此開業，快速發展。本町的町名是源自於此地是江戶時代最初建造的町，下分一丁目至四丁目，江戶時代時藥物批發商與吳服店等商店林立。戲作者式亭三馬住在當時的本町二丁目。三代目瀨川如皐出身於本町四丁目。
昭和7年（1932年），關東大地震後進行區劃整理，本町與近鄰的本石町進行町域變更，與周邊的伊勢町、岩附町、大傳馬町、鐵砲町、本小田原町、本石町、本船町合併成立現在的本町一〜四丁目。

### 地名由來
此地為最早進行土地區劃的町，因此稱為「本町」。

## 地域
公園
- 地藏橋公園
- 地藏橋南東兒童遊園

所轄之警察署、消防署
- 中央警察署（所在地：日本橋兜町）
- 日本橋消防署（所在地：日本橋兜町）

企業
- 安斯泰來（アステラス製藥） 本社
- 熊平（クマヒラ） 本社
- 第一三共 本社
- 鳥居藥品 本社
- 小津產業 本社
- 田邊三菱製藥 東京本社
- 興和 東京支社
- 青森銀行 東京支社
- 岩手銀行 東京営業部
- 十六銀行 東京支店
- 稻畑產業 東京本社
- 吉世科（KISCO）　東京本社

## 交通
鐵路
- JR總武快速線 ■新日本橋站 - 設有出入口。（所在地：日本橋室町）

道路
- 江戶通
- 昭和通

首都高速道路、出入口
- 首都高速都心環狀線
- 首都高速1號上野線
- 本町出入口

## 備註
1. ↑  町丁目別世帯数男女別人口　中央区ホームページ  平成25年8月1日現在 的存檔，存档日期2013-03-12.
2. ↑  日本橋本石町・日本橋室町・日本橋本町地区　中央区ホームページ 的存檔，存档日期2013-03-12.

## 外部連結
- 日本橋本石町・日本橋室町・日本橋本町地區 町名的由來 - 中央區官方網站内
- 本町［日本橋・京橋地區］- 中央區觀光協會
- 室町・本町 - 古今・江戶日本橋 日本橋”町”物語